# Vittoria Tesi

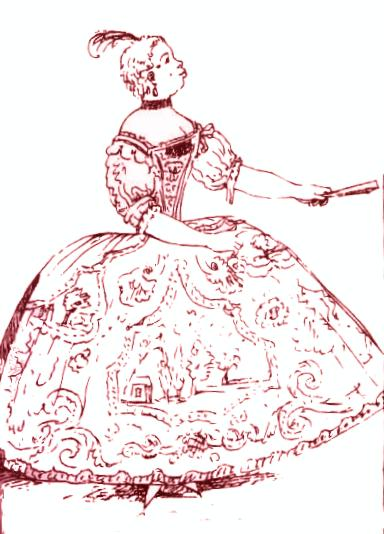
Vittoria Tesi, um 1740

Vittoria Tesi (oder Tesi Tramontini), genannt „la Fiorentina“ oder „la Moretta“ (13. Februar 1701 in Florenz – 9. Mai 1775 in Wien) war eine berühmte italienische Opernsängerin des 18. Jahrhunderts und Gesangslehrerin. Ihre Stimmlage war Alt.

## Leben
Ihre Eltern waren Alessandro Tesi (Sohn von Antonio Tesi) und Maria Antonia Rapacciuoli (Tochter von Cosimo Rapacciuoli). Sie hatte zwei Brüder: Cosimo und den taubstummen und geistig behinderten Giovanni. Vittorias Taufpaten waren der bekannte Kastrat Francesco de Castris („Cecchino“) und die berühmte Sopranistin Vittoria Tarquini, die beide zu den Sängern des musikliebenden Ferdinando de’Medici gehörten.
Über Vittoria Tesi kursieren verschiedene Anekdoten, eine davon bezieht sich auf ihre Herkunft und ihr exotisches Aussehen: demnach soll ihr eigentlicher Vater ein schwarzer, vermutlich afrikanischer, Lakai namens „Moretto“ („kleiner Mohr“) gewesen sein, der in den Diensten (ihres Paten) Francesco de Castris stand. Daher erhielt die Tesi den Beinamen „la Moretta“. Auch Metastasio nannte sie in einem Brief an Farinelli „unsere unvergleichliche Afrikanerin“ („nostra impareggiabile africana“), und in jüngerer Zeit wurde sie von Reinhard Wiesend als „erste der großen farbigen Opernsängerinnen“ bezeichnet.
Ihre erste Ausbildung erhielt sie bei Francesco Redi in Florenz und studierte danach in Bologna bei Francesco Campeggi; laut Mancini besuchte sie zu gleicher Zeit auch „die Schule des Bernacchi“, aber wenn sie nicht Privatunterricht bei ihm nahm, ist dies wahrscheinlich ein Irrtum oder eine Verwechslung, da Bernacchi erst 1737 seine Schule gründete.
Eine Begegnung oder gar Beziehung von Händel mit einer Sängerin namens Vittoria 1707 in Florenz, als dort sein Rodrigo aufgeführt wurde, kann aufgrund ihres kindlichen Alters von nur 7 Jahren nicht mit Vittoria Tesi identifiziert werden (wie man früher dachte), und wird heute eher mit ihrer damals schon berühmten Patin Vittoria Tarquini in Verbindung gebracht.
Erste Auftritte hatte Vittoria Tesi 1716 in Parma als Fileno in Il Dafni von Alessandro Scarlatti (?) und in Bologna in Il sogno avverato (Komponist unbekannt). 1718–19 war sie dann in Venedig als virtuosa di camera des Fürsten Antonio von Parma.
1719 sang sie in Dresden neben Margherita Durastanti, Senesino und Santa Stella (der Frau des Hofkomponisten Antonio Lotti) bei den Festlichkeiten zur Hochzeit des Prinzen Friedrich August (III.) mit Erzherzogin Maria Josepha, und trat bei der Eröffnung der neuen Dresdner Oper (am Zwinger) am 3. September 1719 in Lottis Giove in Argo auf; einige Tage später folgte die Rolle der Matilda in seiner Oper Teofano. Nach der Dresdner Fürstenhochzeit kehrte die Sängerin zurück nach Italien, wo sie bis 1747 an allen großen Theatern Italiens auftrat, insbesondere in Venedig, Neapel und Mailand, sowie in Florenz, Bologna und Turin.
Im Karneval 1721 war sie in Florenz und sang u. a. die (männliche) Titelrolle in Luca Predieris Tito Manlio im Teatro della Pergola.
In Venedigs bedeutendstem Opernhaus, dem Teatro San Giovanni Grisostomo, trat sie 1721–22 zusammen mit Francesca Cuzzoni und Antonio Bernacchi auf, in Antonio Pollarolos Oper Plautilla und in Giovanni Maria Capellis Giulio Flavio Crispo.
Die Tesi war gut befreundet mit dem berühmten Sopranisten Farinelli, mit dem sie in den 1720er und frühen 1730er Jahren öfters zusammen auftrat und der sie zuweilen in seinen Briefen erwähnt, und als „wunderbaren Menschen“ bezeichnete. Relativ zu Beginn dieser Freundschaft steht die oft erwähnte Konzertaufführung von Johann Adolph Hasses Serenata Marc’Antonio e Cleopatra in Neapel 1725, wobei die beiden mit vertauschten Rollen auftraten, Farinelli als Cleopatra und die Tesi als Marc’Antonio, was im Barocktheater nichts ungewöhnliches war. 

Am Teatro San Bartolomeo in Neapel sangen die Tesi und Farinelli zwischen 1724 und 1726 zusammen (und gemeinsam mit Anna Maria Strada del Po) in verschiedenen Opern der jungen neapolitanischen Komponistengeneration, wie Leonardo Vinci, Domenico Natale Sarro, und Leonardo Leo.
Am 4. November 1729 in Neapel, zur Feier des Namenstages von Kaiser Karl VI., sang sie die Cleopatra in Hasses Oper Tigrane.
In Turin 1731 erschien sie wieder neben Farinelli in Hasses Vertonung von Metastasios Catone in Utica. Farinelli selber berichtete darüber seinem Freund Graf Pepoli: „Die Tesi wurde sehr gemocht, obwohl sie bei der Premiere noch nicht die ganze Zuneigung des Publikums hatte, und sogar missfiel; aber nach wenigen Abenden, an denen die erste Oper (Catone in Utica) gegeben wurde, und nachdem jeder ihre besonderen Verdienste gesehen hatte, ließen sie ihr doch Gerechtigkeit widerfahren, wie man sie jemals einer Virtuosin ersten Ranges zukommen ließ,…“, und man lobte ihr Feuer (brio) und ihre Darstellung.
Während ihrer gesamten Laufbahn (ab den späten 1720er Jahren) war auch der Sopranist Caffarelli ein häufiger Bühnenpartner der Tesi (siehe unten die Repertoire-Liste) und ein Höhepunkt in ihrer Karriere war im Mai 1733 eine Aufführung von Hasses Siroe re di Persia im Teatro Malvezzi in Bologna, wo sie gemeinsam mit Farinelli und Caffarelli auf der Bühne stand. Sie war auch Anfang September 1734 bei Farinellis letzten Auftritten in Italien dabei, im Teatro della Pergola in Florenz, in einigen Aufführungen von Orlandinis L’innocenza giustificata.
1736 am Teatro San Giovanni Grisostomo in Venedig sang sie zusammen mit dem Tenor Angelo Amorevoli in der stark revidierten 2. Fassung von Hasses Alessandro nell’Indie (Libretto: Metastasio), und bei der Eröffnung des Teatro San Carlo in Neapel 1737 sang sie in Sarros Oper Achille in Sciro die männliche Titelpartie, neben Anna Maria Peruzzi und Angelo Amorevoli, die beide ebenfalls häufige Bühnenpartner waren.
1739–40 wurde sie von Farinelli, der mittlerweile nur noch für den spanischen König sang, nach Madrid eingeladen, und gehörte zusammen mit Caffarelli, der Peruzzi und dem Tenor Annibale Pio Fabbri zu den italienischen Opernstars, die während der Feierlichkeiten zur Hochzeit des Infanten Felipe in Francesco Corsellis Oper Farnace sangen, in einer beispiellos prächtigen Inszenierung.  Farinelli schrieb: „Unsere Tesi wusste durch ihren sprühenden Geist unter allen Mitgliedern des Ensembles hervorzustechen. Sie hat die Bestimmung gefunden, die die Götter des höchsten Altars für sie vorgesehen haben, denn ihr Spiel und ihr schönes Gesicht haben alle anderen (wie man hier sagt) zu Dienern gemacht…“;
was die rein gesanglichen Qualitäten anging, fand er allerdings Caffarelli noch besser.
Laut Croll sang sie eventuell 1741–42 in Frankfurt am Main bei der Kaiserkrönung (?).

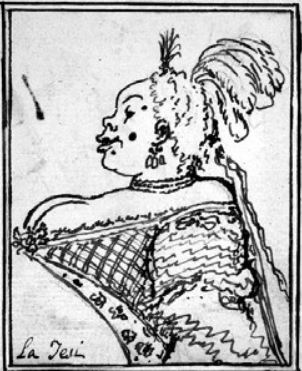
Vittoria Tesi auf einer Karikatur von Anton Maria Zanetti, 1741

Von 1741 bis 1745 hatte die Tesi wieder ein Engagement in Venedig am Teatro San Giovanni Grisostomo, wo sie u. a. am 21. November 1744 die Titelrolle in der Uraufführung von Glucks Ipermestra und am 27. Dezember zusammen mit dem berühmten Mezzosopranisten Giovanni Carestini in Semiramide riconosciuta von Hasse sang (Libretto: Metastasio).
In Neapel 1747, zur Feier des Erstgeborenen Sohnes Filippo des neapolitanischen Königs Carlo, trat sie zuerst im Palazzo Reale und später am Teatro San Carlo neben Caffarelli, Gizziello (eigtl. Gioacchino Conti) und Giovanni Manzuoli in der Serenata Il sogno d’Olimpia von Giuseppe de Majo auf (mit Libretto von Ranieri de’ Calzabigi). Von der prächtigen Aufführung wurden Kupferstiche publiziert.
Danach übersiedelte die Tesi nach Wien – wo sie bis an ihr Lebensende blieb – und bei der Eröffnung des neuen Burgtheaters am 14. Mai 1748 verkörperte sie mit großem Erfolg die Titelpartie in der Uraufführung von Glucks Semiramide riconosciuta. In den folgenden Jahren sang sie an derselben Bühne unter anderem in Hasses Leucippo und in Jommellis Opern Achille in Sciro und Didone abbandonata.

Letzte Auftritte auf der Opernbühne hatte sie 1750(–51) im Wiener Burgtheater mit der Titelrolle in Andromeda liberata von Girolamo Abos (UA: 30. März 1750), und als Lucinda in Georg Christoph Wagenseils Oper Vincislao (UA: 8. Dezember 1750).
Sie trat 1750 außerdem in verschiedenen Opern-Pasticcios auf: in der Titelrolle einer Euridice (mit Musik von Wagenseil, Hasse, Galuppi, Jommelli, Holzbauer u. a.), und als Armida in einem gleichnamigen Pasticcio mit Musik von Hasse, Abos, Bonno, Predieri und Wagenseil; an ihrer Seite sang in beiden Fällen (wie auch zuvor häufig) der berühmte Tenor Angelo Amorevoli.
Die Tesi lebte in Wien im Palais Rofrano (heute: Palais Auersperg), der Residenz ihres Gönners, des Fürsten Joseph Friedrich von Sachsen-Hildburghausen. Dort sang sie auch nach ihrem Abschied von der Opernbühne noch regelmäßig bei privaten Konzerten unter dem Kapellmeister Bonno. Im März 1751 bei einer Probe begegnete sie dabei dem 12-jährigen Carl Ditters (von Dittersdorf), für den dies eine unvergessliche Erinnerung blieb:

„Kaum war die Sinfonie geendigt, so erschien Madame Tesi, die heute zwey neue Arien, …, probieren wollte. Sie war eine Frau, schon über funfzig Jahre, aber sehr wohl konservirt und angenehm. … Sie hatte eine runde, helle Contre-Altstimme, und ihr majestätischer Vortrag entzückte mich bis zur Betäubung. … Nach etlichen Instrumentalstücken trat sie endlich wieder an das Clavicembalo und sang die zweyte Arie. Es war ein Adagio. Hatte mich vorher ihr brillanter Vortrag entzückt, so riß mich ihr sanfter und schmelzender Ausdruck so hin, daß ich glaubte, man könnte nichts Schöneres in der Welt mehr hören.“

1754 trat die Tesi in Schloss Hof noch bei einer Aufführung von Glucks Le cinesi und in Bonnos Il vero omaggio auf. Daneben wirkte sie als Gesangslehrerin und zählte zu ihren Schülerinnen Berühmtheiten wie Caterina Gabrielli, Anna-Lucia de Amicis und Elisabeth Teyber. Im Oktober 1762 begegnete Tesi dem 6-jährigen Mozart und seinem Vater Leopold.
Vittoria Tesi starb am 9. Mai 1775 „… im Roforanischen Garten N: 1“ in der Josephstadt an einer „Lunglentzündung“ und wurde in der Krypta der Kapuzinerkirche am Neuen Markt in Wien bestattet. Dem Kapuzinerkonvent hatte sie eine Stiftung von 1000 Florin vermacht, mit der Auflage, dass für ihre Seele regelmäßig Messen gelesen werden sollten.
In ihrem Testament vermachte sie ihrem Mann Giacomo Tramontini und verschiedenen anderen Familienmitgliedern, wie ihrem behinderten Bruder Giovanni, zum Teil ansehnliche Summen und bestand besonders darauf, dass ihre Nichte (und Patenkind) Vittoria über ihr Erbe allein und frei verfügen solle. Auffällig großzügig bedachte sie ihre schwarze Dienerin Maria Labita (später: Maria Victoria Tramontini), die von klein an bei ihr lebte und u. a. eine Summe von 2000 Wiener Florin erhielt.

## Ehe
Verschiedene Gerüchte und Anekdoten kursier(t)en über Vittoria Tesis Schein- oder Josefsehe mit Giacomo Tramontini (* um 1705 ?), den sie nur geheiratet haben soll, um einen anderen Verehrer (oder gar Liebhaber) abzuschütteln oder gar seine Ehre zu retten. Diese Geschichte wurde mit der Zeit immer mehr ausgeschmückt, und nach verschiedenen Autoren soll Tramontini ein armer Bäcker gewesen sein, den sie auf der Straße getroffen habe und dem sie ein Vermögen versprochen habe, wenn er sie zum Schein heirate; nach anderen Quellen wäre er ein Theaterfriseur gewesen. Ort und Zeitpunkt dieser Heirat sind nicht bekannt. Neuere Forschungen von Michael Lorenz deuten darauf, dass die Heirat von Tesi und Tramontini in ihrer italienischen Zeit um 1730 stattgefunden haben könnte, möglicherweise in Padua, wo Tramontini das Haus besaß, in dem Tesis behinderter Bruder Giovanni lebte. Sicher ist auch, dass Tramontini in Tesis Wiener Zeit ebenfalls in Wien, in der Leopoldstadt, in einem eigenen Haus lebte und in ihrem Testament als Universalerbe eingesetzt wurde, allerdings mit der Auflage, dass er auch in Zukunft für ihren behinderten Bruder Giovanni sorge, der bis dahin in einem Haus ihres Mannes in Padua lebte.
Nur wenige Monate nach Vittoria Tesis Tod, am 3. September 1775, heiratete Giovanni Tramontini im Stephansdom seine zweite Frau, die Baroness Johanna Nepomuzena von Huldenburg. Er starb 1785.

## Stimme und Kunst
Vittoria Tesi gilt als eine der größten Sängerinnen des 18. Jahrhunderts sowie als eine der „eine der grö[ß]ten Altistinnen, die je gelebt haben“. Sie hatte eine lange Opern-Karriere, die sich von 1716 bis ca. 1751 erstreckte und sang auch danach noch jahrelang in Konzerten. Johann Joachim Quantz, der sie zu Beginn ihrer Laufbahn in den 1720er Jahren kennenlernte, bezeichnete ihre Stimme als „eine männlich starke Contraltstimme“, Dittersdorf hörte sie zuerst 1751 und sprach von einer „runden, hellen Contre-Altstimme“ (siehe Zitat oben).

„...Im Jahre 1719 sang sie zu Dresden mehrenteils solche Arien, als man für Bassisten zu setzen pfleget. Jetzo aber, im Jahre 1725, wo sie zu Neapel in der Oper sang, hatte sie über das Prächtige und Ernsthafte, auch eine angenehme Schmeicheley im Singen angenommen. Der Umfang ihrer Stimme war außerordentlich weitläuftig. Hoch oder tief zu singen machte ihr beydes keine Mühe. Viele Passagien waren eben nicht ihr Werk. Durch die Action aber die Zuschauer einzunehmen, schien sie gebohren zu seyn, absonderlich in Mannsrollen, als welche sie zu ihrem Vortheile, fast am natürlichsten ausführte.“

Das Repertoire der für die Sängerin komponierten Opern zeigt allerdings, dass sie zwar gelegentlich, aber nicht besonders oft in Hosenrollen auftrat (siehe unten die Liste der Rollen für Tesi). Es ist außerdem überliefert, dass sie ab 1738 eine ganze Zeit keine Männerrollen mehr singen wollte, „weil es ihrer Gesundheit schade“ (!).
Zu Tesis Bewunderern gehörten Hasse, Metastasio, Farinelli, Dittersdorf und der Gesangslehrer Giovanni Battista Mancini, der sie noch über die beiden anderen Primadonnen dieser Ära, Francesca Cuzzoni und Faustina Bordoni, stellte: „Der erste Platz gebühret, ohne Zweifel, der Vittoria Tesi Tramontini…“. Wie schon Quantz und andere lobte Mancini besonders ihre Schauspielkunst („Action“):

„… sie besaß alle jene seltenen Voraussetzungen, …, die alle in ihr vereint waren: Ein optimales und gutes persönliches Aussehen, zusammen mit einer noblen und anmutigen Haltung; ihre klare und gewählte Aussprache (Diktion); das Abwägen der Worte nach ihrer wahren Bedeutung; die Fähigkeit, eine Rolle von der anderen zu unterscheiden und verschiedene Charaktere mit einem jeweils anderen Gesichtsausdruck und angemessenen Gesten auszudrücken; die Beherrschung der Bühne, und schließlich eine absolut perfekte Intonation, die selbst im Feuer der lebhaftesten Aktion nicht wackelte, waren ihre so einzigartigen Vorzüge, die sie mit großer Kunst führte, und die sie zu einer einzigartig vollkommenen Meisterin machten. … es gab nie eine andere Schauspielerin, die ihr gleichkam.“

## Rollen für Vittoria Tesi
Es folgt eine Auswahl (!) von Rollen, die ausdrücklich für Vittoria Tesi komponiert wurden, berücksichtigt wurden dabei nur die bedeutendsten Opernkomponisten der Zeit. Aufgeführt werden auch die interessantesten Sängerkollegen. Alle Daten stammen von Corago, einige Opern werden jedoch auch im biographischen Teil des Artikels genannt.
- Licisco (Nebenrolle) in La Merope von Giuseppe Maria Orlandini; UA: 24. Oktober 1717, Bologna, Teatro Formagliari; u. a. mit Francesca Cuzzoni[57]
- Claudio in L’amor di figlia von Giovanni Porta, UA: 29. Oktober 1718, Venedig, Teatro Sant’Angelo; u. a. mit Antonia Merighi[58]
- Matilda in Teofane von Antonio Lotti; UA: 13. September 1719, Dresden, Kurfürstliches Theater; mit Senesino (Francesco Bernardi), Santa Stella, Margherita Durastanti, Giuseppe Maria Boschi u. a.[59]
- Titelrolle in Tito Manlio von Luca Predieri; UA: Karneval 1721, Florenz, Teatro della Pergola[60]
- Giulia in Plautilla von Antonio Pollarolo; UA: 22. November 1721, Venedig, Teatro San Giovanni Grisostomo; mit Francesca Cuzzoni, Antonio Bernacchi u. a.[61]
- Fausta in Giulio Flavio Crispo von Giovanni Maria Capelli; UA: 17. Januar 1722, Venedig, Teatro San Giovanni Grisostomo; mit Francesca Cuzzoni, Antonio Bernacchi, Annibale Pio Fabbri u. a.[62]
- Tusnelda in L’Arminio von Carlo Francesco Pollarolo; UA: 20. November 1722, Venedig, Teatro Sant’Angelo; mit Nicolino (Nicola Grimaldi)[63]
- Erenice in Il Venceslao von Giovanni Maria Capelli; UA: Frühling 1724, Parma, Hoftheater; mit Faustina Bordoni u. a.[64]
- Titelrolle in Eraclea von Leonardo Vinci; UA: 1. Oktober 1724, Neapel, Teatro San Bartolomeo; mit Farinelli (Carlo Broschi), Anna Maria Strada del Po, Diana Vico u. a.[65]
- Climene in Tito Sempronio Gracco von Domenico Natale Sarro; UA: Karneval 1725, Neapel, Teatro San Bartolomeo; mit Farinelli (Carlo Broschi), Anna Maria Strada del Po, Diana Vico u. a.[66]
- Titelrolle in Zenobia in Palmira von Leonardo Leo; UA: 13. Mai 1725, Neapel, Teatro San Bartolomeo; mit Farinelli (Carlo Broschi), Anna Maria Strada del Po, Diana Vico u. a.[67]
- Andromaca in Astianatte von Leonardo Vinci; UA: 2. Dezember 1725, Neapel, Teatro San Bartolomeo; mit Farinelli (Carlo Broschi), Anna Maria Strada del Po, Diana Vico u. a.[68]
- Lucinda in La Lucinda fedele von Giovanni Porta; UA: Karneval 1726, Neapel, Teatro San Bartolomeo; mit Farinelli (Carlo Broschi), Anna Maria Strada del Po, Diana Vico u. a.[69]
- Titelrolle in Eurene von Luca Predieri; UA: Karneval 1729, Mailand, Regio Ducal Teatro; mit Diana Vico, Caffarelli u. a.[70]
- Tamiri in Farnace von Leonardo Vinci; UA: 28. August 1729, Neapel, Teatro San Bartolomeo; mit Giovan Battista Minelli[71]
- Cleopatra in Tigrane von Johann Adolph Hasse; UA: 4. November 1729, Neapel, Teatro San Bartolomeo; u. a. mit Giovan Battista Minelli[72]
- Cleofide in Alessandro nell’Indie von Luca Antonio Predieri, UA: Karneval 1731, Mailand, Regio Ducal Teatro; mit Giovanni Carestini, Caffarelli, Anna Peruzzi u. a.[73]
- Berenice in Farnace von Giovanni Porta; UA: Frühling 1731, Bologna, Teatro Malvezzi; mit Farinelli (Carlo Broschi), Francesca Cuzzoni, Antonio Bernacchi u. a.[74]
- Arianna in Arianna e Teseo von Riccardo Broschi; UA: 28. August 1731, Mailand, Regio Ducal Teatro; u. a. mit Farinelli (Carlo Broschi) als Teseo[75]
- Marzia in Catone in Utica von Johann Adolph Hasse; UA: 26. Dezember 1731, Turin, Regio Teatro; u. a. mit Farinelli (Carlo Broschi)[76]
- Titelrolle in Merope von Riccardo Broschi; UA: Karneval 1732, Turin, Regio Teatro; mit Farinelli (Carlo Broschi), Filippo Giorgi u. a.[77]
- Titelrolle in Candace von Giovanni Battista Lampugnani; UA: 26. Dezember 1732, Mailand, Regio Ducal Teatro; mit Caffarelli, Anna Peruzzi, Angelo Amorevoli u. a.[78]
- Emira in Siroe, re di Persia von Johann Adolph Hasse; UA: 2. Mai 1733, Bologna, Teatro Malvezzi; mit Farinelli (Carlo Broschi), Caffarelli, Anna Peruzzi, Filippo Giorgi, u. a.[79]
- Cornelia in Cesare in Egitto von Geminiano Giacomelli; UA: Karneval 1735, Mailand, Regio Ducal Teatro; mit Giuseppe Appiani, Angelo Amorevoli u. a.[80]
- Cleofide in L’Alessandro nell’Indie von Johann Adolph Hasse, 28. Januar 1736, Venedig, Teatro San Giovanni Grisostomo; mit Angelo Amorevoli[81]
- Berenice in Farnace von Leonardo Leo; UA: 19. Dezember 1736, Neapel, Teatro San Bartolomeo; mit Giovanni Carestini, Angelo Amorevoli u. a.[82]
- Titelrolle (Achille) in Achille in Sciro von Domenico Natale Sarro, UA: 4. November 1737, Neapel, Teatro San Carlo (Eröffnung !); u. a. mit Anna Peruzzi und Angelo Amorevoli.[83]
- Megacle in L’olimpiade von Leonardo Leo; UA: 19. Dezember 1737, Neapel, Teatro San Carlo;  mit Anna Peruzzi und Angelo Amorevoli[84]
- Alceste in Il Demetrio (revidierte Fassung) von Leonardo Leo; UA: 30. Juni 1738, Neapel, Teatro San Carlo; mit Anna Peruzzi, Angelo Amorevoli u. a.[85]
- ? in Temistocle von Giovanni Alberto Ristori; UA: 19. Dezember 1738, Neapel, Teatro San Carlo; mit Caffarelli, Anna Peruzzi, Angelo Amorevoli u. a.[86]
- Semiramide in La Semiramide riconosciuta (Revision) von Nicola Porpora; UA: 20. Januar 1739, Neapel, Teatro San Carlo; mit Caffarelli, Anna Peruzzi, Angelo Amorevoli u. a.[87]
- Berenice in Farnace von Francesco Corselli; UA: 4. November 1739, Madrid, Teatro del Buen Retiro; mit Caffarelli, Anna Peruzzi, Annibale Pio Fabbri u. a.[88]
- Titelrolle in Merope von Niccolò Jommelli; UA: 26. Dezember 1741, Venedig, Teatro San Giovanni Grisostomo[89]
- Titelrolle in Ipermestra von Christoph Willibald Gluck; UA: 21. November 1744, Venedig, Teatro San Giovanni Grisostomo[90]
- Semiramide in Semiramide riconosciuta von Johann Adolph Hasse; UA. 26. Dezember 1744, Venedig, Teatro San Giovanni Grisostomo; mit Giovanni Carestini u. a.[91]
- Olimpia in Il sogno d’Olimpia (festa teatrale) von Giuseppe de Majo; UA: 6. November 1747, Neapel, Palazzo Reale; mit Caffarelli, Gioacchino Conti, Giovanni Manzuoli u. a.[92]
- Dafne in Leucippo von Johann Adolph Hasse; UA: 28. August 1748, Wien, Kaiserliches Theater; mit Angelo Maria Monticelli, Angelo Amorevoli, Rosalia Holzbauer, Ventura Rocchetti u. a.[93]
- Emira in Il Siroe von Georg Christoph Wagenseil; UA: 4. Oktober 1748, Wien, Kaiserliches Theater; mit Ventura Rocchetti[94]
- Semiramide in La Semiramide riconosciuta von Christoph Willibald Gluck; UA: 14. Mai 1748, Wien, Burgtheater; mit Ventura Rocchetti, Angelo Amorevoli u. a.[95]
- Mandane in Artaserse von Baldassare Galuppi; UA: 27. Januar 1749, Wien, Neues Kaiserliches Theater; mit Ventura Rocchetti[96]
- Dido in Didone abbandonata von Niccolò Jommelli; UA: 8. Dezember 1749, Wien, Burgtheater; mit Caffarelli als Enea, Anton Raaff u. a.[97]
- Andromeda in Andromeda liberata von Girolamo Abos; UA: 30. März 1750, Wien, Kaiserliches Theater; u. a. mit Angelo Amorevoli[98]
- Titelrolle in Euridice (Pasticcio) mit Musik von Wagenseil, Galuppi, Hasse, Holzbauer, Bernaschoni, Jommelli; UA: 1750, Wien, Neues Kaiserliches Theater; mit Angelo Amorevoli u. a.[99]
- Lucinda in Vincislao von Georg Christoph Wagenseil; UA: 8. Dezember 1750, Wien, Neues Kaiserliches Theater[100]
- Lisinga in der Serenata Le cinesi von Christoph Willibald Gluck; UA: 24. September 1754, Schloss Hof bei Wien[101]

## Einzelanmerkungen
1. ↑  Im Taufeintrag (in: Opera di S. Maria del Fiore, Archivio delle fedi di battesimo di S. Giovanni, reg. 295, c. 84v) ist der 13. Februar 1700 angegeben. Dies bezieht sich jedoch laut Lora auf den Toskanischen Kalendergebrauch ab incarnatione, der damals in Florenz in Gebrauch war, und entspricht dem 13. Februar 1701 nach dem (modernen) Gregorianischen Kalender. Siehe: Francesco Lora: Tesi, Vittoria, detta la Fiorentina o la Moretta, in: Dizionario Biografico degli Italiani, Volume 95, 2019,  (Italienisch; Abruf am 17. März 2020)
2. 1 2  Christian Fastl: Tesi (-Tramontini), Vittoria (La Moretta, La Fiorentina), in: Österreichisches Musiklexikon online (Abruf am 17. März 2020)
3. ↑  Francesco Lora: Tesi, Vittoria, detta la Fiorentina o la Moretta, in: Dizionario Biografico degli Italiani, Volume 95, 2019,  (Italienisch; Abruf am 17. März 2020)
4. ↑  Croll gibt als Geburtsdatum den 13. Februar 1700 an, da er offenbar nicht die toskanische Kalenderrechnung berücksichtigte. Gerhard Croll: „Tesi (Tramontini), Vittoria“, Januar 2001, auf Oxford Index (englisch; abgerufen am 21. Oktober 2019)
5. ↑  Der originale Geburtseintrag wird zitiert in „Vittoria Tesi, di Ademollo“, S. 1 (italienisch; abgerufen am 24. Oktober 2019)
6. 1 2 3 4 5 6 7 8 9 10 11 12 13 14 15 16 17 18 19  Michael Lorenz: The Will of Vittoria Tesi Tramontini, 31. März 2016 (update: 30. Juli 2018), auf: Michael Lorenz - Musical Trifles and Biographical Paralipomena,   online (abgerufen am 23. Oktober 2019)
7. ↑  Francesco Lora: Tesi, Vittoria, detta la Fiorentina o la Moretta, in: Dizionario Biografico degli Italiani, Volume 95, 2019, online auf Treccani (italienisch; Abruf am 17. März 2020)
8. ↑  Maria Augusta Timpanaro Morelli: Per Tommaso Crudeli: nel 255° anniversario della morte, 1745-2000, Firenze, Olshki, 2000, S. 31, ISBN 882224866X
9. 1 2  Raffaele Mellace: Johann Adolf Hasse, L’Epos, 2004, S. 40, Fußnote 44 (Italienisch)
10. ↑  Es sei darauf hingewiesen, dass im Italienischen la Moretta wie l’amoretta (Amorette) klingt, in dem Spitznamen steckt also auch ein Wortspiel.
11. ↑  Raffaele Mellace: Johann Adolf Hasse, L’Epos, 2004, S.  197, Fußnote 77 (Italienisch)
12. 1 2 3 4 5 6 7 8 9 10 11 12  Gerhard Croll: „Tesi (Tramontini), Vittoria“, Januar 2001, auf Oxford Index (englisch; abgerufen am 21. Oktober 2019)
13. ↑  Giovanni Battista Mancini: Riflessioni, e pensieri pratiche sopra il canto figurato, 1774, S. 19, online auf archive.org (italienisch; abgerufen am 24. Oktober 2019)
14. 1 2  „Vittoria Tesi, di Ademollo“, Capitolo I, S. 2–3 (eigtl. keine Seitenzahlen) (italienisch; abgerufen am 24. Oktober 2019)
15. ↑  Il Dafni (Alessandro Scarlatti) im Corago-Informationssystem der Universität Bologna.
16. ↑  Laut Lorenz ist die Oper von Astorga. Michael Lorenz: The Will of Vittoria Tesi Tramontini, 31. März 2016 (update: 30. Juli 2018), auf: Michael Lorenz - Musical Trifles and Biographical Paralipomena,   online (abgerufen am 23. Oktober 2019)
17. ↑  Tito Manlio (Luca Antonio Predieri) im Corago-Informationssystem der Universität Bologna.
18. ↑  Plautilla (Antonio Pollarolo) im Corago-Informationssystem der Universität Bologna.
19. ↑  Giulio Flavio Crispo (Giovanni Maria Capelli) im Corago-Informationssystem der Universität Bologna.
20. ↑  Patrick Barbier: Farinelli, der Kastrat der Könige, Econ, Düsseldorf, 1995, S. 37, 47f, 50f, 62, 65, 73, 141, 167
21. ↑  Patrick Barbier: Farinelli …, 1995, S. 65
22. ↑  Raffaele Mellace: Johann Adolf Hasse, L’Epos, 2004, S. 39–40 (Italienisch)
23. ↑  Raffaele Mellace: Johann Adolf Hasse, L’Epos, 2004, S.  197 (Italienisch)
24. ↑  Reinhard Strohm: „Wer ist Farinelli?“, Booklettext zur CD: Arias for Farinelli, mit Vivica Genaux, Akademie für Alte Musik Berlin, René Jacobs; harmonia mundi, 2002–2003. S. 38–44, hier: 41
25. 1 2  Adriana De Feo: „Johann Adolf Hasses Marc’Antonio e Cleopatra“, auf der Website des Mozart-Opern Instituts der Universität Mozarteum Salzburg, auf Mozartoper.at (abgerufen am 22. Oktober 2019)
26. ↑  Eraclea (Leonardo Vinci) im Corago-Informationssystem der Universität Bologna.
27. ↑  Astianatte (Leonardo Vinci) im Corago-Informationssystem der Universität Bologna.
28. ↑  Tito Sempronio Gracco (Domenico Natale Sarro) im Corago-Informationssystem der Universität Bologna.
29. ↑  Zenobia in Palmira (Leonardo Leo) im Corago-Informationssystem der Universität Bologna.
30. ↑  Raffaele Mellace: Johann Adolf Hasse, L’Epos, 2004, S. 41, Fußnote 52 (Italienisch)
31. ↑  Raffaele Mellace: Johann Adolf Hasse, L’Epos, 2004, S. 105 (Italienisch)
32. ↑  Raffaele Mellace: Johann Adolf Hasse, L’Epos, 2004, S. 106 (Italienisch)
33. ↑  Raffaele Mellace: Johann Adolf Hasse, L’Epos, 2004, S. 106–107 (Italienisch)
34. ↑  Patrick Barbier: Farinelli …, 1995, S. 62 & 64
35. ↑  Patrick Barbier: Farinelli …, 1995, S. 65
36. ↑  Die Oper war schon etwas älter, es handelte sich also nicht um eine Uraufführung: L'innocenza giustificata (Giuseppe Maria Orlandini) im Corago-Informationssystem der Universität Bologna. Bereits Ende Oktober sang Farinelli zum ersten Mal in London.
37. ↑  Raffaele Mellace: Johann Adolf Hasse, L’Epos, 2004, S.  56, Fußnote 100 (Italienisch)
38. ↑  Achille in Sciro (Domenico Natale Sarro) im Corago-Informationssystem der Universität Bologna.
39. ↑  Patrick Barbier: Farinelli …, 1995, S. 140–141
40. ↑  Patrick Barbier: Farinelli …, 1995, S. 141
41. ↑  Patrick Barbier: Farinelli …, 1995, S. 141
42. ↑  Raffaele Mellace: Johann Adolf Hasse, L’Epos, 2004, S.  56, Fußnote 102 (Italienisch)
43. 1 2  Vittoria Tesi, di Ademollo, Ende des „Capitolo II“ (Text ohne Seitenzahlen) (italienisch; abgerufen am 24. Oktober 2019)
44. ↑  Andromeda liberata (Girolamo Abos) im Corago-Informationssystem der Universität Bologna.
45. ↑  Vincislao (Georg Christoph Wagenseil) im Corago-Informationssystem der Universität Bologna.
46. ↑  Euridice (Georg Christoph Wagenseil) im Corago-Informationssystem der Universität Bologna.
47. ↑  Raffaele Mellace: Johann Adolf Hasse, L’Epos, 2004, S.  95 (Italienisch)
48. ↑  „Vittoria Tesi“ auf der Website  Josefstädterinnen (gesehen am 21. Oktober 2019)
49. ↑  Karl von Dittersdorf Lebensbeschreibung, Breitkopf und Härtel, Leipzig, 1801, S. 12-13, online als Google-Book (gesehen am 23. Oktober 2019)
50. ↑  Michael Lorenz: A Tesi Tramontini Addendum: Tesi’s Mass Endowment Deed, 27. April 2016 (online, englisch; abgerufen am 23. Oktober 2019)
51. ↑  Verschollene Musikanten. In: Neue musikalische Zeitung für Berlin / Neue Berliner Musikzeitung, 25. November 1875, S. 2 (online bei ANNO).
52. 1 2  hier nach: Johann Adam Hiller: Anweisung zum musikalisch-zierlichen Gesange..., Johann Friedrich Junius, Leipzig 1780, online als Google-Book (abgerufen am 24. Oktober 2019) Vorrede, S. XXII-XXIII
53. ↑  hier nach: Johann Adam Hiller: Anweisung zum musikalisch-zierlichen Gesange..., Johann Friedrich Junius, Leipzig 1780, online als Google-Book (abgerufen am 24. Oktober 2019) Vorrede, S. XXII-XXIII
54. ↑  John Rosselli: „Singers of italian Opera: the history of a profession“, Cambridge University Press, 1995,  S. 58, online in Auszügen als  Google-Books (englisch; Abruf am 12. November 2019)
55. ↑  Beginn der stark gekürzten Übersetzung von Mancini in Johann Adam Hiller: Anweisung zum musikalisch-zierlichen Gesange..., online als Google-Book (abgerufen am 24. Oktober 2019)
56. ↑  „… adorna di tutte quelle rare prerogative, …, che erano tutte unite in lei. Un ottimo, e ben complesso personale, accompagnato da un nobile, e grazioso portamento; la chiara, e scelta sua pronunzia; il vibrare le parole a seconda del vero senso; l’adattarsi a distinguere a parte a parte ogni diverso carattere sí col cangiamento del volto, come col gesto appropriato; il possesso della scena; e finalmente una perfettissima intonazione, che non vacilló mai anche nel fervore del azione più viva, furono in lei pregi sì singolari, e guidati sì bene dall’ arte, che la resero unica perfetta Maestra. … non vi fosse mai altra attrice, che potesse uguagliarla.“ Giovanni Battista Mancini: Riflessioni, e pensieri pratiche sopra il canto figurato, 1774, S. 19-20, online auf archive.org (italienisch; abgerufen am 24. Oktober 2019)
57. ↑  La Merope (Giuseppe Maria Orlandini) im Corago-Informationssystem der Universität Bologna.
58. ↑  L’ amor di figlia (Giovanni Porta) im Corago-Informationssystem der Universität Bologna.
59. ↑  Teofane (Antonio Lotti) im Corago-Informationssystem der Universität Bologna.
60. ↑  Tito Manlio (Luca Antonio Predieri) im Corago-Informationssystem der Universität Bologna.
61. ↑  Plautilla (Antonio Pollarolo) im Corago-Informationssystem der Universität Bologna.
62. ↑  Giulio Flavio Crispo (Giovanni Maria Capelli) im Corago-Informationssystem der Universität Bologna.
63. ↑  L’ Arminio (Carlo Francesco Pollarolo) im Corago-Informationssystem der Universität Bologna.
64. ↑  Il Venceslao (Giovanni Maria Capelli) im Corago-Informationssystem der Universität Bologna.
65. ↑  Eraclea (Leonardo Vinci) im Corago-Informationssystem der Universität Bologna.
66. ↑  Tito Sempronio Gracco (Domenico Natale Sarro) im Corago-Informationssystem der Universität Bologna.
67. ↑  Zenobia in Palmira (Leonardo Leo) im Corago-Informationssystem der Universität Bologna.
68. ↑  Astianatte (Leonardo Vinci) im Corago-Informationssystem der Universität Bologna.
69. ↑  La Lucinda fedele (Giovanni Porta) im Corago-Informationssystem der Universität Bologna.
70. ↑  Eurene (Luca Predieri) im Corago-Informationssystem der Universität Bologna.
71. ↑  Il Farnace (Leonardo Vinci) im Corago-Informationssystem der Universität Bologna.
72. ↑  Tigrane (Johann Adolf Hasse) im Corago-Informationssystem der Universität Bologna.
73. ↑  Alessandro nell’Indie (Luca Antonio Predieri) im Corago-Informationssystem der Universität Bologna.
74. ↑  Farnace (Giovanni Porta) im Corago-Informationssystem der Universität Bologna.
75. ↑  Arianna e Teseo (Riccardo Broschi) im Corago-Informationssystem der Universität Bologna.
76. ↑  Catone in Utica (Johann Adolf Hasse) im Corago-Informationssystem der Universität Bologna.
77. ↑  Merope (Riccardo Broschi) im Corago-Informationssystem der Universität Bologna.
78. ↑  Candace (Giovanni Battista Lampugnani) im Corago-Informationssystem der Universität Bologna.
79. ↑  Siroe, re di Persia (Johann Adolf Hasse) im Corago-Informationssystem der Universität Bologna.
80. ↑  Cesare in Egitto (Geminiano Giacomelli) im Corago-Informationssystem der Universität Bologna.
81. ↑  L’Alessandro nell’Indie (Johann Adolf Hasse) im Corago-Informationssystem der Universität Bologna.
82. ↑  Farnace (Leonardo Leo) im Corago-Informationssystem der Universität Bologna.
83. ↑  Achille in Sciro (Domenico Natale Sarro) im Corago-Informationssystem der Universität Bologna.
84. ↑  L’olimpiade (Leonardo Leo) im Corago-Informationssystem der Universität Bologna.
85. ↑  Il Demetrio (Leonardo Leo) im Corago-Informationssystem der Universität Bologna.
86. ↑  Temistocle (Giovanni Alberto Ristori) im Corago-Informationssystem der Universität Bologna.
87. ↑  La Semiramide riconosciuta (Nicola Porpora) im Corago-Informationssystem der Universität Bologna.
88. ↑  Farnace (Francesco Corselli) im Corago-Informationssystem der Universität Bologna.
89. ↑  Merope (Niccolò Jommelli) im Corago-Informationssystem der Universität Bologna.
90. ↑  Ipermestra (Christoph Willibald Gluck) im Corago-Informationssystem der Universität Bologna.
91. ↑  Semiramide riconosciuta (Johann Adolf Hasse) im Corago-Informationssystem der Universität Bologna.
92. ↑  Il sogno d’Olimpia (Giuseppe di Majo) im Corago-Informationssystem der Universität Bologna.
93. ↑  Leucippo (Johann Adolph Hasse) im Corago-Informationssystem der Universität Bologna.
94. ↑  Il Siroe (Georg Christoph Wagenseil) im Corago-Informationssystem der Universität Bologna.
95. ↑  La Semiramide riconosciuta (Christoph Willibald Gluck) im Corago-Informationssystem der Universität Bologna.
96. ↑  Artaserse (Baldassare Galuppi) im Corago-Informationssystem der Universität Bologna.
97. ↑  Didone abbandonata (Niccolò Jommelli) im Corago-Informationssystem der Universität Bologna.
98. ↑  Andromeda liberata (Girolamo Abos) im Corago-Informationssystem der Universität Bologna.
99. ↑  Euridice (Georg Christoph Wagenseil) im Corago-Informationssystem der Universität Bologna.
100. ↑  Vincislao (Georg Christoph Wagenseil) im Corago-Informationssystem der Universität Bologna.
101. ↑  Le cinesi (Christoph Willibald Gluck) im Corago-Informationssystem der Universität Bologna.

| Personendaten    | Personendaten                                        |
| ---------------- | ---------------------------------------------------- |
| NAME             | Tesi, Vittoria                                       |
| ALTERNATIVNAMEN  | Tesi Tramontini, Vittoria; La Moretta; La Fiorentina |
| KURZBESCHREIBUNG | italienische Opernsängerin, Alt                      |
| GEBURTSDATUM     | 13. Februar 1701                                     |
| GEBURTSORT       | Florenz                                              |
| STERBEDATUM      | 9. Mai 1775                                          |
| STERBEORT        | Wien                                                 |